# Baldellia
Baldellia ( Parl. ) é um gênero botânico de plantas aquáticas da família Alismataceae. Inclui espécies conhecidas popularmente como baldélia....

## Espécies
- Baldellia ranunculoides (L.) Parl.
- Baldellia alpestris (Cosson) Vasc.